# جاوید اقبال (قاضی)
جاوید اقبال (انگلیسی: Javed Iqbal؛ زادهٔ ۱ اوت ۱۹۴۶) فیلسوف و قاضی اهل پاکستان است. وی در سال ۲۰۰۷ قاضی ارشد پاکستان بوده‌است.